# L'Escadrille fantôme

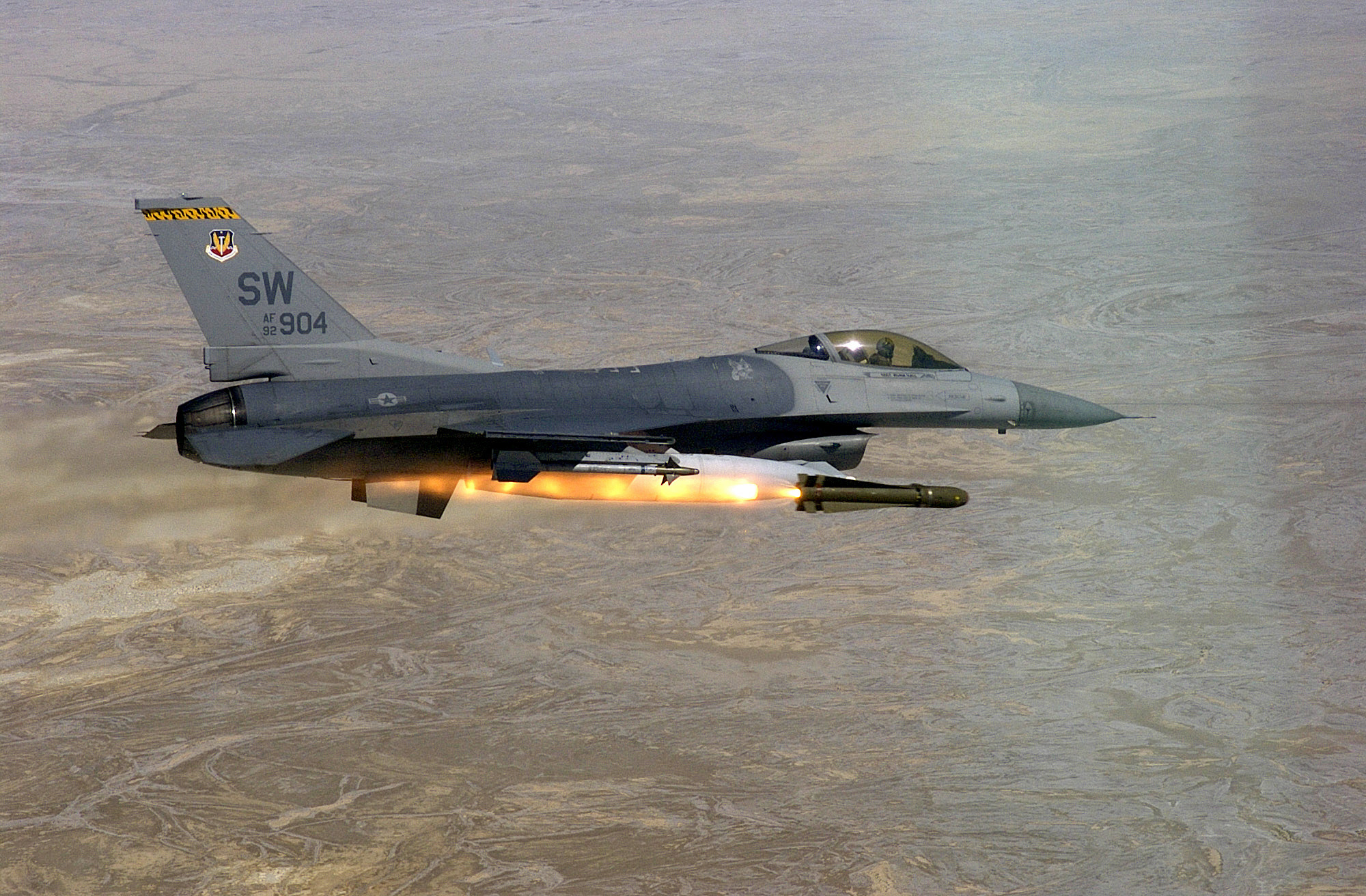
Le F-16 est mis à l'honneur dans cette histoire.

L'Escadrille fantôme est la quarante-sixième histoire de la série Les Aventures de Buck Danny de Francis Bergèse. Elle est publiée pour la première fois dans le journal Spirou du no 3014 au no 3028. Puis est publiée sous forme d'album en 1996.

## Résumé
Sarajevo, août 1995. Prenant le commandement d'une équipe de fortes têtes, Buck Danny devient un pirate du ciel. Dans le plus grand secret, et sur l'ordre du Président des États-Unis, une escadrille fantôme est créée.
Son but est de délivrer Sarajevo, toujours enclavée, au mépris de tout accord international passé par l’O.N.U.. Aux commandes d'avions anonymes, les pirates recrutés n'ont pas le choix, ils doivent réussir ou périr.
Même s'éjecter est interdit en cas d'accident. Et, selon la formule consacrée, en cas de problème, le gouvernement niera avoir eu connaissance de leurs agissements.
Mais tout se complique quand Buck et Sonny se retrouvent sous le feu de leur meilleur ami Tumbler, alors que l'inquiétante Lady X se prépare à contre-attaquer. En effet celle-ci à également mis en place une escadrille secrète mais du côté serbe composée de MiG 29. Grâce aux tirs de Buck et Sonny puis de l'aide des Tomcat de la Navy, l'escadrille de Lady X est mise en déroute.
Tumbler abat un des 16 F-16 Fighting Falcon commandés par Buck puis rompt le combat devant le nombre. Il suit alors un des MiG 29 vers sa base et est abattu devant celle-ci. S’étant éjecté, il se cache près de la base et y retrouve Cindy McPherson, contrainte de travailler pour Lady X après le rapt de sa fille.
Les trois s'échappent en mettant le feu au hangar protégeant les MiG 29, Lady les poursuit en vain.
Le raid de l'escadrille fantôme a été un succès et les pilotes retournent à leurs affectations.
Tumbler, Cindy et sa fille rejoignent un poste de l’O.N.U. puis tous se retrouvent sur le porte-avions Dwight D. Eisenhower.

## Contexte historique
En 1990, Sarajevo devient le centre du nouveau pouvoir issu des premières élections libres marquant la fin du régime communiste. Le 6 avril 1992, Sarajevo est encerclée par les forces serbes. Le 30 aout 1995, soixante appareils de l'OTAN effectuaient deux cents sorties contre des positions serbes participant à l'encerclement des villes de Sarajevo, Mostar, Zepa et Gorazde ainsi que sur le quartier général de Palé, prés de Sarajevo. Le siège de la ville dure jusqu'en octobre 1995, période durant laquelle elle subit de nombreuses destructions et une importante baisse de sa population. Pendant toute la guerre, l'avenue centrale de la ville est jalonnée de tireurs embusqués, visant quiconque tente de la traverser pour rallier l'autre côté de la ville. Les accords de Dayton, signés en décembre 1995, mettent fin au conflit et au siège et permettent le rétablissement de l'électricité et du gaz.
Le porte-avions USS Dwight D. Eisenhower (CVN-69) mis en scène dans l'épisode fut effectivement le premier bâtiment de l'US Navy sur lequel des femmes ont embarqué en tant que membres de l'équipage. C'est bien à ce moment que ce porte-avions a participé aux opérations de Bosnie-Herzégovine.

## Personnages
Buck Danny, Jerry 'Tumb' Tumbler, Sonny Tuckson : les trois héros permanents de la série, sont rejoints par l'amiral Halbert 'Hal' Walker (accompagné de son chien O'Connor).
L'amiral, déjà rencontré dans le triptyque de l'Alerte nucléaire (à bord de l'USS John F. Kennedy (CV-67) puis (sur le même porte-avions) dans Les « Agresseurs », puis sur le porte-avions USS Theodore Roosevelt (CVN-71) dans Les Secrets de la mer Noire, est toujours à la tête d'un groupe de combat aéronaval auquel le groupe aérien embarqué de Buck Danny est affecté ; mais, cette fois, sur un autre porte-avions que ceux des cinq aventures précédentes.
- Slim Holden : pilote d'aéronautique navale (chasse embarquée) ; déjà rencontré dans "S.O.S. soucoupes volantes !", puis dans "Prototype FX-13", "Le Retour des Tigres Volants", "Le Mystère des avions fantômes" et "Les Anges bleus".

- Cindy 'Flare' McPherson : lieutenant de vaisseau (US Navy), pilote d'aéronautique navale (chasse embarquée). Elle fait ici sa première apparition dans les aventures de Buck Danny. Maman d'une petite fille (Cecilia ; environ cinq ans) également présente dans l'album.

Navigateur sur Intruder, le père de Cindy a été porté disparu au Viêt Nam tandis qu'elle était encore enfant (vers 1968 ?). Devenue pilote d'Intruder, elle a épousé un pilote de F-18 des Marines et dont l'avion a été descendu pendant la Guerre du Golfe, avant la naissance de Cecilia.

À la planche EF.35A (vignette A3) Tumbler évoque Cindy - en pensée - sous le patronyme de "Jackson" ; erreur d'inattention ? ou confusion mentale liée au stress du combat ?
- Lady X : l'ennemie jurée.

- Von Grodtz : Allemand, civil, gangster international et terroriste ; déjà affidé à Lady X dans le triptyque de l'Alerte nucléaire.

## Avions
- McDonnell Douglas F/A-18C Hornet
- Boeing E-3 Sentry (Boeing 707 AWACS)
- Grumman E-2 Hawkeye
- Grumman A-6 Intruder
- Grumman F-14 Tomcat
- Sikorsky SH-60F Seahawk
- Lockheed C-130H Hercules grec
- LTV A-7 Corsair II
- F16 fighting falcon
- MiG-29 Fulcrum
- Mirage 2000C francais
- Sikorsky SH-3 Sea King
- Sikorsky CH-53 Sea Stallion
- Boeing KC-135 Stratotanker
- Panavia Tornado F.3 anglais
- MiG-19P Farmer-B albanais

## Bateaux
- Porte-avions USS Dwight D. Eisenhower (CVN-69)